# 蘇格蘭婦女聯盟訴蘇格蘭部長案
《蘇格蘭婦女聯盟有限公司訴蘇格蘭部長案》（英語：For Women Scotland Ltd v The Scottish Ministers，[2025] UKSC 16）是一宗由英国最高法院審理、涉及《2010年平等法令》中「男性」與「女性」定義的關鍵裁決。
案件由性別批判立場的倡議團體蘇格蘭婦女聯盟（FWS）發起。2022年，該團體就蘇格蘭政府發佈的一份法定指引提出司法覆核。該指引指出，任何持有完整性別承認證書（GRC）的跨性別人士，無論是跨性別男性或女性，均在《2010年平等法令》下被法律承認為男性或女性。FWS反對這一做法，認為該法令中的「性別」定義應指「生物性別」，並指出這類法律事宜屬於英國國會保留的權限，蘇格蘭議會不具立法權限。案件由蘇格蘭高等民事法院裁定蘇格蘭部長一方勝訴，確認其所發指引合法有效。FWS在被拒絕上訴後，將案件呈交英國最高法院，英國最高法院一致裁定《2010年平等法令》中所指的「男性」、「女性」及「性別」一詞向來都被理解為指「生物性別」，而非性別認同或社會性別。
值得注意的是，最高法院並未就「女性」一詞在《2010年平等法令》以外的法例中是否涵蓋「跨性別女性」作出詮釋，亦明確指出《2004年性別承認法令》仍然具有效力。此外，判詞未有否定跨性別人士在《2010年平等法令》下可享有反歧視保障的權利。

## 背景
2018年，蘇格蘭通過《公共機構董事會性別代表（蘇格蘭）法令》，規定擁有董事會的公共機構應積極促進女性參與。為實現「性別代表目標」，該法要求公共董事會應致力使非執行董事中有一半為女性，並在填補董事會空缺時，如有多名候選人，必須至少納入一名女性。
法例通過時對「女性」的定義包含跨性別女性，即指任何受《2010年平等法令》保障、具有「性別重置」特徵的人士，而該人士正以女性身份生活，並且擬進行、正在進行或已經完成成為女性的過程（或其一部分）。
倡議團體蘇格蘭婦女聯盟（FWS）對此提出司法覆核，認為《平等法令》中「女性」的定義應基於「生物性別」而非性別認同。蘇格蘭高等民事法院外庭最初裁定蘇格蘭政府勝訴，認為凡根據《2004年性別承認法令》獲發完整性別承認證書（GRC）的跨性別女性，均可在《平等法令》下被視為「女性」。
不過，蘇格蘭婦女聯盟隨後提出上訴，2022年2月，最高民事法院內庭推翻原判。法官莉歐娜‧多里安指出，該立法將兩項本應分開的受保護特徵混為一談，並強調《平等法令》並未明確將「跨性別女性身份」列為獨立受保護特徵，而平等機會屬於保留權限，蘇格蘭政府無權就受保護特徵進行定義。
因應這項裁決，該法令於2022年4月19日被修訂，刪去對「女性」的定義。隨附的法定指引指出，「女性」一詞須依據《2010年平等法令》解釋。指引同時說明，持有完整性別承認證書的跨性別人士，其法律性別應按照《2004年性別承認法令》所確認的性別為準——這意味著持有性別承認證書的跨性別女性會被納入定義，但未持有性別承認證書的則不包括在內。
2022年7月，蘇格蘭婦女聯盟再次提出司法覆核，指蘇格蘭政府更新後的法定指引已超出權力下放制度下其自治範圍，屬無效立法。同年12月，外庭法官肖娜‧霍爾丹裁定蘇格蘭部長一方勝訴，認為該指引合法。她指出，《2010年平等法令》中的「性別」定義並不僅限於生物性別或出生時性別，而是包括依《2004年性別承認法令》獲發性別承認證書並確認其獲得性別的人士，因此他們的性別應按其法律承認的性別界定。
2023年10月，蘇格蘭婦女聯盟提出上訴，批評該裁決將性別與性別認同混為一談，做法「難以執行，也不具可行性」。不過，案件在2023年11月1日被內庭駁回，但法官准許該組織將案件呈交英國最高法院審理。法官莉歐娜‧多里安在判詞中指出：「我們認為法例的原意非常清晰，即當一名人士獲發性別承認證書後，其性別便應視為其獲得的性別，無論是男性或女性。」她並不接受上訴方聲稱這會「扭曲原意」或「削弱性別歧視保障」的說法。
蘇格蘭婦女聯盟對判決表示「極度失望」，指出法院的裁決意味著女性所享有的法律保障在某些情況下可延伸至擁有性別承認證書的男性。該組織一名董事更指出，根據早前的裁決，公共機構董事會可以由「一半是男性，另一半是擁有證書的男性」組成，卻仍能聲稱已達到性別代表目標。蘇格蘭婦女聯盟其後發起眾籌活動以將案件帶最高法院，在籌得的30萬英鎊中，有7萬鎊由作家英國女作家J·K·羅琳捐出。

## 聆訊
在聆訊過程中，最高法院接納了多個持性別批判立場團體的陳詞，包括Sex Matters和LGB聯盟，但並未邀請任何跨性別人士作證。在聆訊前，法院拒絕了Good Law Project提出的申請，該組織原希望加入兩名跨性別法律專家的證供。另一方面，國際特赦組織向法院提交書面意見，表明支持蘇格蘭政府的立場。

## 判決
最高法院5名大法官於2025年4月16日作出一致裁決，此為雙方於2024年11月完成陳詞後的裁決結果。法院指出，《2010年平等法令》中所用「男性」、「女性」及「性別」等用詞，自始即指涉生物性別，而非經由持有性別承認證書所獲確認的法律性別。法院強調，若按後者理解，將導致法例混淆不清，難以執行。法院同時裁定，蘇格蘭政府所發布之指引中聲稱「持有性別承認證書的跨性別女性在法律上即為女性」的說法並不正確，屬無效之舉。
判詞指出，根據此一解釋，持有性別承認證書的跨性別女性可能會被排除於只限女性的空間，例如更衣室或庇護中心之外；同理，跨性別男性亦可能因性別轉換過程所呈現的男性外貌而被拒諸女性空間門外。
在判決書第265段中，法院指出：
「我們知道判決篇幅冗長，故此在此概述我們的推理……
（v）根據《2004年性別承認法令》第9(3)條，如其他法例（無論是在前或後通過）在語境及立法目的下明顯與第9(1)條所載規則相牴觸，該規則便不再適用；無需明文寫明或依必要推論排除該規則，因為此處不受合法性原則所限（第99—104段）。

（vi）當《2010年平等法令》（EA 2010）通過時，其立法背景建立在《1975年性別歧視法令》（SDA 1975）對「男性」與「女性」的定義屬生物性別，而跨性別人士則享有「性別重置」作為受保障特徵的基礎之上……」——判決書第265段
大法官賀知義同時重申，今次裁決不會損害《2010年平等法令》下跨性別人士因「性別重置」所受的反歧視保障。他表示，跨性別人士屬社會中受歧視與偏見困擾的脆弱群體，努力爭取有尊嚴地生活。他亦警告，此判決不應被視作某個群體對另一群體的勝利。

## 反應
蘇格蘭政府在裁決公布後表示，他們「一直本着善意，根據《2004年性別承認法令》及《2010年平等法令》作出詮釋」，並強調其立場是「參照（平等及人權委員會）發佈的官方指引」，同時重申蘇格蘭「將堅定捍衛所有人的權利，確保國家繼續走在包容多元的路上。」
LGBTQ倡權組織普遍視今次判決為英國跨性別權利的一大挫敗。石牆組織行政總裁西蒙·布萊克表示，對該裁決可能帶來的廣泛影響「深感憂慮」，認為這對跨性別社群及其支持者而言是一項「令人震驚」的發展。不過他亦指出，該機構將「繼續與政府及國會議員合作，爭取LGBTQ+社群依法獲得平等對待」，並提醒公眾：「法院已明確重申，《平等法令》對所有跨性別人士提供『性別重置』的歧視保障，並將持續有效。」裁決公佈後，倫敦、曼徹斯特和愛丁堡爆發支持跨性別者的抗議活動。
工黨領導的英國政府發言人表示，這項判決為女性與相關服務提供者「帶來清晰與信心」，並強調「單一性別空間已獲法律明文保障，政府將全力捍衛此保障。」
保守黨及LGB聯盟則對此結果表示讚許，認為裁決維護「兩性不變」的原則，並進一步保障女性專屬空間。保守黨黨魁栢丹娜更形容該裁決是「所有曾因堅持常識而遭辱罵或失去工作的女性的一場勝利」，並強調「施紀賢那種『女性可以有陰莖』的時代已宣告結束」。
英國交通警察發言人指出，未來對在押的跨性別女性人士進行脫衣搜身時，將由男性警員執行。
平等及人權委員會主席基什韋爾·福克納女男爵表示，依據該裁決，跨性別女性不得使用女性洗手間、更衣室，或參加女性體育賽事；並將對任何違規機構採取行動，並點名英國國民保健署為其中一個例子，該機構過往依據病人自我認同的性別提供醫療服務。
作家J·K·羅琳向支持今次訴訟的蘇格蘭婦女聯盟捐款七萬英鎊後，隨即於Twitter／X發表多則貼文慶祝判決，並將該日稱為「TERF VE Day」，意即「排跨基女的歐戰勝利日」，比喻為1945年戰勝納粹德國的歷史時刻。
曾負責主導《2010年平等法令》起草工作的前公務員梅拉妮·菲爾德則表示，當年起草法案時便已明確規劃將持有性別承認證書的跨性別女性納入「女性」的法律定義之中。

## 外部鏈接
- 维基文库中的文獻全文：蘇格蘭婦女聯盟訴蘇格蘭部長案